# Dietmar Hübner
 Dietmar Hübner (* 16. April 1968 in Solingen) ist ein deutscher Philosoph, Autor und Komponist.

## Leben
Hübner studierte zunächst im Hauptfach Physik an den Universitäten Bonn (Diplom 1995) und Cambridge (M. Phil. 1995). Anschließend setzte er seine Studien mit Schwerpunkt Philosophie an der Universität Bonn fort (Prom. 1999, Habil. 2007). Seine akademischen Lehrer waren vor allem Hans Michael Baumgartner und Ludger Honnefelder. Seit 2010 ist Hübner Professor für Praktische Philosophie, insbesondere Ethik der Wissenschaften, an der Leibniz Universität Hannover.

## Philosophie
Hübners philosophische Schwerpunkte liegen in der allgemeinen Ethik, der angewandten Ethik und der politischen Philosophie. In jüngerer Zeit befasst er sich zudem mit metaphysischen Fragestellungen, namentlich mit dem Problemkreis menschlicher Willensfreiheit.
Hübners Arbeitsweise ist häufig durch einen „integrativen“ Zugang geprägt, der unterschiedliche Positionen in einem übergreifenden Entwurf vereinen und scheinbar unversöhnliche Problemzugänge in einen tieferen argumentativen Zusammenhang stellen will. Sein Bemühen, verborgene Bezüge und Analogien zwischen den diskutierten Ansätzen und Begriffen nachzuzeichnen, schlägt sich oftmals in einem „symmetrisierenden“ Schreibstil nieder, der die entsprechenden Parallelen auch auf sprachlicher Ebene akribisch zu akzentuieren sucht.
In Was uns frei macht (2024) entwickelt Hübner eine Theorie menschlicher Willensfreiheit, die grundsätzlich „kompatibilistisch“ angelegt ist, also Willensfreiheit und Naturnotwendigkeit für vereinbar hält. Genauer schließt er sich einer Traditionslinie von Autorinnen und Autoren wie Immanuel Kant, Ludwig Wittgenstein, Wilfrid Sellars, Robert Brandom, John McDowell, Jürgen Habermas, John Martin Fischer oder Susan Wolf an, die Freiheit als Orientierung an Gründen verstehen. Vor allem in drei Aspekten weicht Hübner indessen von üblichen „Gründe-Kompatibilismen“ ab: (a) Hübner deutet Gründe nicht als mentale oder kulturelle Entitäten, sondern als platonische Strukturen, um ihren nichtkausalen Charakter zu untermauern. (b) Hübner wendet sich gegen aktuell vorherrschende Perspektiven-Dualismen, die Freiheit zu einer Frage des gewählten Standpunkts erklären, und betrachtet sie stattdessen als ein metaphysisches Faktum. (c) Hübner plädiert für die reale Wirksamkeit von Gründen, die diese über ihre psychischen, sozialen und letztlich neuronalen Repräsentationen erlangen können.
In Die Bilder der Gerechtigkeit (2009) argumentiert Hübner, dass gegensätzliche Auffassungen gerechter Güterverteilungen auf abweichende Deutungen des Grundsatzes der „Unparteilichkeit“ zurückgehen. Genauer legen nach Hübner die maßgeblichen Stellungnahmen in diesem Sektor je spezifische Metaphoriken („Bilder“) von Unparteilichkeit zugrunde, nämlich (a) „Abstand“ (Utilitarismus: Ansatz eines „idealen Beobachters“, der in Distanz zu den Betroffenen tritt), (b) „Entkleidung“ (Egalitarismus: Forderung nach „Einklammern von psychosozialen Kontingenzen“, welche das Ergebnis der Verteilung nicht beeinflussen dürfen), oder (c) „Verhüllung“ (Kontraktualismus: Grundgedanke eines „Schleiers des Nichtwissens“, unter dem die Betroffenen selbst die Verteilung zu wählen haben). Diese Bilder eröffnen erst in ihrer Gesamtheit ein umfassendes Verständnis gerechter Verteilungen. Insbesondere lässt nur ihre Bezugsstruktur erkennen, welche systematischen Zusammenhänge zwischen gebräuchlichen Verteilungskriterien bestehen (etwa Gleichheit, Freiheit, Summen-Maximierung, Mindest-Versorgung)
In Entscheidung und Geschichte (2001) formuliert Hübner eine fundamentale Kritik an der entscheidungstheoretischen Schule der „klassischen Nutzentheorie“. Stattdessen plädiert er für eine offene Kombination aus unterschiedlichen Entscheidungskriterien, die als Orientierungspunkte für rationales Verhalten unter Risiko oder Unsicherheit dienen können. Die dabei aufgewiesenen Strukturmomente menschlichen Handelns zieht Hübner anschließend als Deutungsfolie für verschiedene Strömungen innerhalb der modernen Geschichtsphilosophie heran. Genauer sollen sie dazu dienen, wesentliche Ansatzpunkte verschiedener erzähltheoretischer Geschichtskonzeptionen zu rekonstruieren, insbesondere bei Paul Ricœur, Arthur C. Danto oder Hans Michael Baumgartner.
Hübner ist Autor eines Ethik-Lehrbuchs (Einführung in die philosophische Ethik) und eines Kurz-Ratgebers zum Verfassen akademischer Texte (Zehn Gebote für das philosophische Schreiben). Einer breiteren Öffentlichkeit ist Hübner u. a. durch seine Vorlesungen zur praktischen Philosophie, zur politischen Philosophie und zur Willensfreiheit bekannt geworden, die auf YouTube erschienen sind.

## Literarisches und musikalisches Schaffen
Seit Ende der 1990er Jahre hat Hübner Gedichte und Erzählungen in verschiedenen Anthologien und Literaturzeitschriften publiziert. 2014 erschien sein Lyrikband Bis unsre Atem uns wie Ruderschläge tragen in der edition anderswo, 2021 wurde sein phantastisch-skurriler Roman Das Erlebnis des Tischlers Jossi in dem wunderlichen Hotel P. im Verlag Dreiviertelhaus veröffentlicht.
Bei der copy-us Verlags-GmbH sind klassische Kompositionen von Hübner für Klavier und für Singstimme publiziert worden. Hübners musikalische Arbeiten bewegen sich grundsätzlich im Rahmen traditioneller Tonalität, eine stilistische Nähe zur Spätromantik und zum Impressionismus ist gelegentlich spürbar.

## Publikationen (Auswahl)

### Philosophische Publikationen
- Was uns frei macht. Ein Versuch über die Autonomie des Willens. Berlin (Suhrkamp, stw 2443) 2024.
- Einführung in die philosophische Ethik. Göttingen (Vandenhoeck & Ruprecht/UTB), 4. Aufl. 2024, 3. Aufl. 2021, 2. Aufl. 2018, 1. Aufl. 2014.
- Zehn Gebote für das philosophische Schreiben. Göttingen (Vandenhoeck & Ruprecht/UTB), 3. Aufl. 2023, 2. Aufl. 2013, 1. Aufl. 2012.
- Die Geschichtsphilosophie des Deutschen Idealismus. Kant – Fichte – Schelling – Hegel. Stuttgart (Kohlhammer) 2011.
- zusammen mit Michael Fuchs, Thomas Heinemann, Bert Heinrichs, Jens Kipper, Kathrin Rottländer, Thomas Runkel, Tade Matthias Spranger, Verena Vermeulen, Moritz Völker-Albert: Forschungsethik – Eine Einführung. Stuttgart/Weimar (Metzler) 2010. [Übersetzung ins Japanische: Kagakugijutsukenkyu-no-rinri-nyomon, Tokio (Chisen Verlag) 2013, ISBN 978-4-86285-152-9.]
- Die Bilder der Gerechtigkeit. Zur Metaphorik des Verteilens. Paderborn (mentis) 2009.
- Entscheidung und Geschichte. Rationale Prinzipien, narrative Strukturen und ein Streit in der Ökologischen Ethik. Freiburg i.Br./München (Karl Alber) 2001.

### Literarische Veröffentlichungen
- Das Erlebnis des Tischlers Jossi in dem wunderlichen Hotel P. Eine Erzählung in drei Zimmern, Berlin (Verlag Dreiviertelhaus) 2021.
- Bis unsere Atem uns wie Ruderschläge tragen. 42 Gedichte, Kleve (edition anderswo) 2014.

## Musikalische Werke (Auswahl)
- A Lady’s Day, für Sopran und Klavier, Kleve (copy-us) 2011.
- Trois Tableaux, für Klavier, Kleve (copy-us) 2001.
- Five Songs of Night, für Sopran und Klavier, Kleve (copy-us) 2001.